# Mario Zampi
Mario Zampi (* 1. November 1903 in Rom; † 1. Dezember 1963 in London) war ein italienischer Filmregisseur und Filmproduzent.

## Leben und Wirken
Zampi wanderte 19-jährig nach Großbritannien aus und begann dort als Filmeditor bei der britischen Filiale von Warner Bros. 1937 gründete er die Produktionsfirma Two Cities Film.
Sein Regiedebüt, das Spionagedrama 13 Men and a Gun, drehte er in einer englisch- und einer italienischsprachigen Version in Italien. Der Zweite Weltkrieg behinderte Zampis Entfaltungsmöglichkeiten, da er in Großbritannien als feindlicher Ausländer eingestuft war.
Nach Kriegsende arbeitete er als Regisseur und Produzent für verschiedene Filmfirmen. Sein erster großer Erfolg gelang ihm mit der Komödie Wer zuletzt lacht, dem größten Kassenschlager der britischen Kinosaison 1951. Zampi inszenierte und produzierte weiterhin humorvolle Stoffe, ohne den Erfolg von Wer zuletzt lacht wiederholen zu können. 
Sein Sohn Giulio Zampi (1923–2003) arbeitete mit ihm als Produktionsleiter und Editor zusammen.

## Filmografie
- 1938: 13 Men and a Gun
- 1940: Spy for a Day
- 1947: The Phantom Shot
- 1948: The Fatal Night
- 1950: Come Dance with Me
- 1950: Shadow of the Past
- 1951: Wer zuletzt lacht (Laughter in Paradise)
- 1952: Streng geheim / Treffpunkt Moskau (Top Secret)
- 1954: Das Schloßgespenst (Happy Ever After)
- 1954: Ho scelto l'amore
- 1956: Jetzt und für alle Zeiten (Now and Forever)
- 1957: Die nackte Wahrheit (The Naked Truth)
- 1959: Zu viele Gauner (Too Many Crooks)
- 1960: Bottoms Up
- 1961: Schöne Witwen sind gefährlich (Five Golden Hours)